# Barrosasaurus
Barrosasaurus é um gênero de dinossauro saurópode do período Cretáceo Superior da Formação Anacleto, Argentina. Há uma única espécie descrita para o gênero Barrosasaurus casamiquelai. O nome da espécie é em homenagem ao paleontologista argentino Rodolfo Magín Casamiquela.